# 가면라이더 쿠우가의 에피소드 목록
아래는 일본 토에이의 특수촬영 드라마인 가면라이더 쿠우가의 방영 목록이다.
서브타이틀(부제)는 모두 2글자의 한자로 통일돼 있다. 타이틀 시작장면과 각화 종료시에는 린트문자로 쓰인 문구가 나온다. 본편 종료시의 배경에는, 일부를 제외하면, 그 화에서 활약한 폼의 색이 사용된다.(라이징폼 시에는 전류가 흐른다.)
| 방영일     | 서브타이틀                      | 등장 그론기                                                    |
| ---------- | ------------------------------- | -------------------------------------------------------------- |
| 2000/1/30  | EPISODE1 부활(復活)             | - 즈 그문 바                                                   |
| 2000/2/6   | EPISODE2 변신(変身)             | - 즈 고오마 그 - 즈 그문 바                                    |
| 2000/2/13  | EPISODE3 도쿄(東京)             | - 즈 메비오 다                                                 |
| 2000/2/20  | EPISODE4 질주(疾走)             | - 즈 메비오 다                                                 |
| 2000/2/27  | EPISODE5 거리(距離)             | - 즈 바드 바                                                   |
| 2000/3/5   | EPISODE6 청룡(青龍)             | - 즈 바드 바                                                   |
| 2000/3/12  | EPISODE7 상심(傷心)             | - 메 바디스 바                                                 |
| 2000/3/19  | EPISODE8 사수(射手)             | - 메 바디스 바                                                 |
| 2000/3/26  | EPISODE9 남매(兄妹)             | - 메 기이가 기                                                 |
| 2000/4/2   | EPISODE10 치열(熾烈)            | - 메 기이가 기                                                 |
| 2000/4/9   | EPISODE11 약속(約束)            | - 즈 자인 다                                                   |
| 2000/4/16  | EPISODE12 은사(恩師)            | - 즈 자인 다                                                   |
| 2000/4/23  | EPISODE13 의심(不審)            | - 메 비란 기                                                   |
| 2000/4/30  | EPISODE14 징조(前兆)            | - 메 비란 기                                                   |
| 2000/5/7   | EPISODE15 장갑(装甲)            | - 메 갸리도 기                                                 |
| 2000/5/14  | EPISODE16 신조(信条)            | - 메 갸리도 기                                                 |
| 2000/5/21  | EPISODE17 임전(臨戦)            | - 메 가도라 다                                                 |
| 2000/5/28  | EPISODE18 상실(喪失)            | - 메 기노가 데                                                 |
| 2000/6/4   | EPISODE19 영석(霊石)            | - 메 기노가 데                                                 |
| 2000/6/11  | EPISODE20 웃는 얼굴(笑顔)       | - 메 기노가 데 (변이체)                                        |
| 2000/6/25  | EPISODE21 암약(暗躍)            | - 메 가르메 레                                                 |
| 2000/7/2   | EPISODE22 유희(遊戯)            | - 메 가르메 레                                                 |
| 2000/7/9   | EPISODE23 불안(不安)            | - 메 가리마 바                                                 |
| 2000/7/16  | EPISODE24 강화(強化)            | - 메 가리마 바                                                 |
| 2000/7/23  | EPISODE25 방황(彷徨)            | - 고 부우로 그                                                 |
| 2000/7/30  | EPISODE26 자신(自分)            | - 고 부우로 그                                                 |
| 2000/8/6   | EPISODE27 파문(波紋)            | - 고 베미우 기 - 고 바다 바                                    |
| 2000/8/13  | EPISODE28 해명(解明)            | - 고 베미우 기 - 고 바다 바                                    |
| 2000/8/20  | EPISODE29 갈림길(岐路)          | - 고 가메고 레                                                 |
| 2000/8/27  | EPISODE30 운명(運命)            | - 고 가메고 레                                                 |
| 2000/9/3   | EPISODE31 응전(応戦)            | - 고 바다 바                                                   |
| 2000/9/10  | EPISODE32 방해(障害)            | - 고 바다 바                                                   |
| 2000/9/17  | EPISODE33 제휴(連携)            | - 고 바다 바                                                   |
| 2000/10/1  | EPISODE34 전율(戦慄)            | - 고 자라지 다                                                 |
| 2000/10/8  | EPISODE35 애증(愛憎)            | - 고 자라지 다                                                 |
| 2000/10/15 | EPISODE36 착종(錯綜)            | - 고 자자르 바 - 즈 고오마 그 (강화체)                         |
| 2000/10/22 | EPISODE37 접근(接近)            | - 고 자자르 바 - 즈 고오마 그 (강화체) - 고 가도루 바          |
| 2000/10/29 | EPISODE38 변전(変転)            | - 즈 고오마 그 (강화체) - 즈 고오마 그 (궁극체) - 고 가도르 바 |
| 2000/11/12 | EPISODE39 고오마(強魔)          | - 고 자자르 바 - 즈 고오마 그 (궁극체)                         |
| 2000/11/19 | EPISODE40 충동(衝動)            | - 고 자자 기                                                   |
| 2000/11/26 | EPISODE41 억제(抑制)            | - 고 자자 기                                                   |
| 2000/12/3  | EPISODE42 전장(戦場)            | - 고 바베르 다                                                 |
| 2000/12/10 | EPISODE43 현실(現実)            | - 고 가도르 바                                                 |
| 2000/12/17 | EPISODE44 위기(危機)            | - 고 가도르 바                                                 |
| 2000/12/24 | EPISODE45 강적(強敵)            | - 고 가도르 바 - 라 도르도 그                                  |
| 2000/12/31 | EPISODE46 불굴(不屈)            | - 고 가도르 바 - 라 도르도 그                                  |
| 2001/1/2   | EPISODE46.5 첫꿈(初夢)          | -                                                              |
| 2001/1/7   | EPISODE47 결의(決意)            | - 운 다그바 제바                                               |
| 2001/1/14  | EPISODE48 쿠우가(空我)          | - 운 다그바 제바                                               |
| 2001/1/21  | EPISODE49 유스케(雄介) (최종회) | -                                                              |